# Redoute de Gravelle
La redoute de Gravelle est un fort situé dans le sud-est du bois de Vincennes à Paris.

## Historique

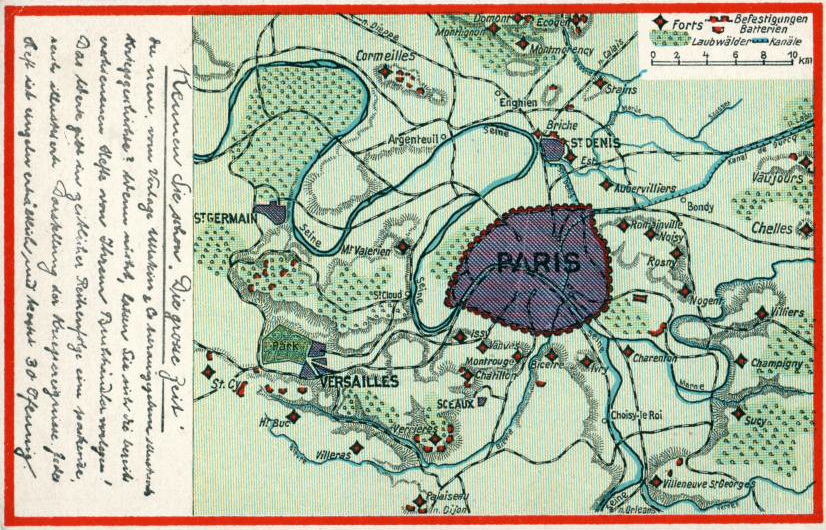
Carte postale allemande du début du XXe siècle, montrant le plan des fortifications défendant Paris : la ligne de défense incluant la redoute de Gravelle et la redoute de la Faisanderie y est figurée de façon anonyme sous la forme d’un croissant proche de la ligne imaginaire reliant le fort de Charenton et le fort de Nogent.

La redoute de Gravelle a été construite entre 1840 et 1845, sous le règne Louis-Philippe. Elle fait partie des ouvrages complémentaires construits entre les 16 forts de la première ceinture fortifiée, située à 5 km de Paris.
Elle est parfois appelée à tort « fort de Gravelle », car la voie débouchant sur l’entrée de cette redoute porte le nom de route du Fort-de-Gravelle.
Entre 1946 et 1955, elle a abrité le dortoir de la section « garçons » de l'École normale d'éducation physique, puis, jusqu'en 1965, le Groupement Sportif Interarmées de Joinville (G.S.I.J) plus connu sous le nom de Bataillon de Joinville. Cette unité était placée sous le commandement du colonel Billet, du lieutenant-colonel Pottier et du commandant Robert.

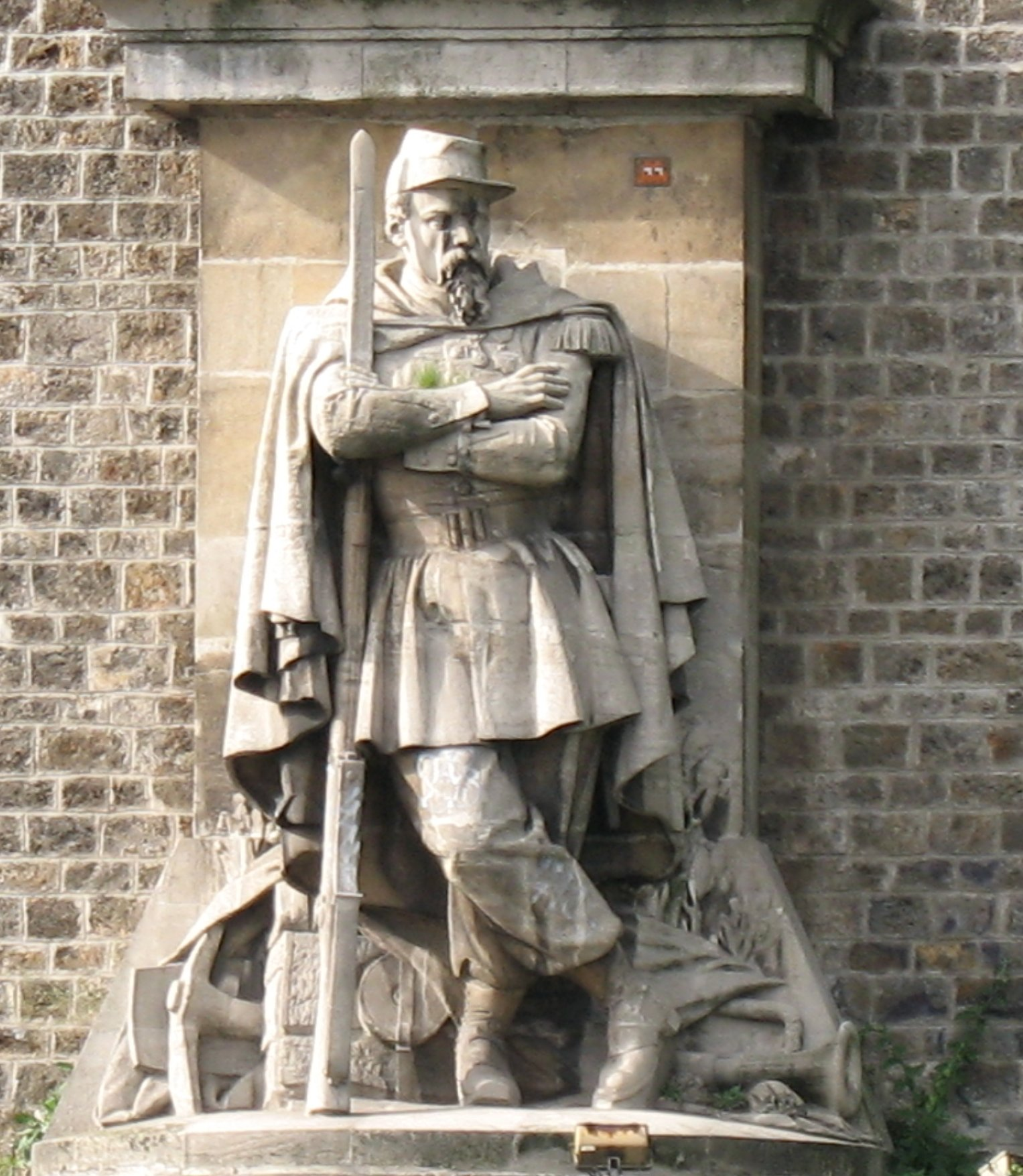
Le Chasseur à pied d'Auguste Arnaud (1825-1883) du pont de l'Alma, maintenant à la redoute de Gravelle.

À partir de 1968, elle abrite l’École nationale de police de Paris (ENPP), puis un centre de rétention administrative (CRA) d’étrangers en situation illégale.
En 1973, lors du remplacement du pont de l'Alma et de la construction de l'autoroute A4, la statue du Chasseur à pied d’Auguste Arnaud (1825-1883), qui était située sur l'ancien pont aux côtés du zouave du pont de l'Alma, a été déplacée sur la façade sud de la redoute de Gravelle. La statue du chasseur à pied est visible depuis l'autoroute A4.
La redoute de Gravelle abrite aujourd'hui le centre régional de formation, la Brigade d'intervention de la Préfecture de police de Paris et la 31e et 32e Compagnie d’Intervention.